# Bachelier de spécialisation
En Belgique, le bachelier de spécialisation, aussi appelé bachelor-na-bachelor (ba-na-ba) en Belgique néerlandophone, est un diplôme de l'enseignement supérieur non-universitaire sanctionnant la réussite d'un programme spécifique de 1er cycle supplémentaire à un premier diplôme de trois années d'études, le bachelier. Ce cycle spécifique comprend au moins 60 crédits ECTS supplémentaires.
Les bacheliers de spécialisation sont délivrés exclusivement par les hautes écoles. L'inscription à un programme de bachelier de spécialisation requiert un premier diplôme de bachelier, en principe un bachelier professionnalisant, relevant de l'enseignement dit de type court. Le second diplôme se positionne à un niveau plus élevé au sein du Cadre européen des certifications (niveau 7) que le simple grade de bachelier. Cependant, les deux diplômes relèvent du 1er cycle de l'enseignement supérieur belge et le bachelier de spécialisation relève de l'enseignement supérieur de type court, dont il constitue la formation du niveau le plus élevé.